# Amsterdam Crusaders
Les Amsterdam Crusaders sont un club néerlandais de football américain basé à Amsterdam. Ce club fut fondé en 1984.

## Palmarès
- Champion des Pays-Bas : 1987, 1988, 1989, 1990, 1991, 1993, 1998, 1999, 2002, 2003, 2004, 2005, 2006, 2008, 2009
- Vice-champion des Pays-Bas : 1985, 1996, 1997, 2000, 2007
- Champion d'Europe (Eurobowl) : 1991, 1992
- Vice-champion d'Europe (Eurobowl) : 1988, 1989, 1993
- Champion BNL: 2022